# Theodoret von Kola

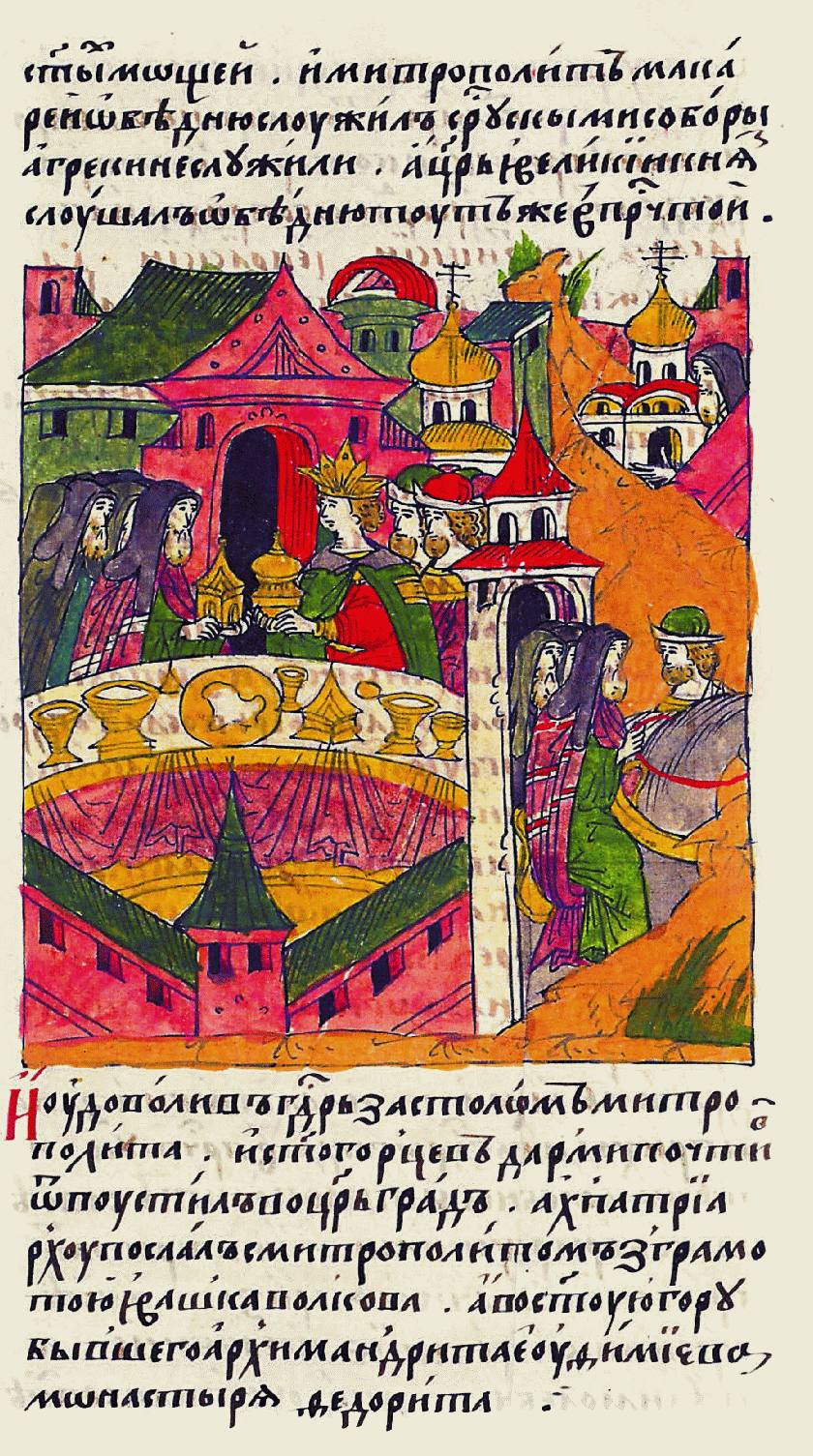
Großfürst Iwan IV. entsandte Theodoret nach Konstantinopel

Theodoretos, Theodorit(es) bzw. Theodoret von Kola (* 1489 in Rostow, Großfürstentum Moskau; † 17. Augustjul./30. Augustgreg. 1571 im Solowezki-Kloster, Russland), russisch Feodorit Kolski (Феодорит Кольский) war ein russischer Missionar des Solowezki-Klosters, weshalb er gelegentlich auch als Theodoret (von) Solowezki bezeichnet wird. Er gilt als Apostel der Lappen (Samen) und wird in Teilen der Russisch-Orthodoxen Kirche als Heiliger verehrt (Gedenktag 17. August).

## Leben
Im Alter von 13 Jahren zog er nach Nordrussland an die Küste des Weißen Meeres und trat in das Solowezki-Kloster ein, wo er die nächsten 15 Jahre als Mönch lebte. Danach verbrachte er einige Jahre in Nowgorod und im Kirillo-Beloserski-Kloster. Irgendwann zwischen 1526 und 1542 lebte er einige Jahre in Nordfinnland, der nordnorwegischen Finnmark und auf der Halbinsel Kola und versuchte zusammen mit seinem Glaubensbruder Mitrofan (Tryphon von Petschenga), die Samen zu bekehren. Während Mitrofan v. a. in den skoltsamischen Siedlungsgebieten missionierte, ließ sich Theodoret zunächst im Gebiet der heutigen Stadt Kandalakscha nieder. Später zug er in das Gebiet der heutigen Stadt Kola, die am Ort des von ihm gegründeten Kloster entstand.
Er soll einige Tausend Samen getauft und auch die Heilige Schrift ins Samische übersetzt haben. Ob er dafür tatsächlich eigens ein samisches Alphabet entwickelt hat, ist umstritten. Dann kehrte er zunächst wieder nach Nowgorod zurück, ehe er 1551 vom Zaren Iwan IV. zum Archimandrit des St.-Euthymius-Klosters in Susdal berufen wurde. Er geriet jedoch in Konflikt mit dem Bischof von Susdal und wurde auch in die Konflikte der Moskauer Kirchenfürsten sowie in die Machtkämpfe am Hof verwickelt, woraufhin er ab 1554 wieder in das Solowezki-Kloster und dann in das Kirillo-Beloserski-Kloster verbannt wurde. Nach einigen Jahren wurde er begnadigt bzw. rehabilitiert und 1557 vom Zaren auf eine diplomatische Mission zum Patriarchen nach Konstantinopel geschickt.
Nach dem Tod seines langjährigen Förderers und Beschützers, des Metropoliten Makarij von Moskau († 1563), zog sich Theodoret wieder in das Solowezki-Kloster zurück und widmete seine letzten Lebensjahre erneut der Bekehrung der Samen. Seit 2008 trägt eine Kirche in Murmansk seinen Namen.